# Tetanorhynchus punctatus
Tetanorhynchus punctatus är en insektsart som först beskrevs av Klug, J.C.F. 1820.  Tetanorhynchus punctatus ingår i släktet Tetanorhynchus och familjen Proscopiidae. Inga underarter finns listade i Catalogue of Life.